# Adolf Laser
Adolf Laser (* 4. Mai 1879 in Šternberk, Mähren, Österreich-Ungarn; † 7. Juni 1942 in Krems an der Donau, Niederösterreich) war ein österreichischer Politiker (SdP).

## Leben
Nach sechs Klassen Volks- und zwei Klassen Realschule erlernte Adolf Laser von 1893 bis 1897 den Beruf des Buchbinders. Bereits als junger Mann engagierte sich Laser in der Sozialdemokratie, als er in Šumperk als Herausgeber der roten Tageszeitung Volkswacht verantwortlich zeichnete. Als Geselle begab er sich auch auf Wanderschaft, die ihn nach Deutschland und die Schweiz führte. Anfang des 20. Jahrhunderts lebte Laser in Vorarlberg, wo er SdP-Bezirksparteivorsitzender in Bregenz wurde, sowie als Mitglied in die SdP-Landesparteileitung gewählt wurde.
Nach Ende des Ersten Weltkriegs kam Laser nach Niederösterreich, wo er in Stockerau zum SdP-Bezirksparteivorsitzenden des Bezirks Korneuburg gewählt wurde. Auch zog er später in den Gemeinderat von Krems an der Donau ein. Wie in Mähren war Laser auch in Niederösterreich journalistisch tätig, als er zum Herausgeber des Volksboten avancierte, der im Wiener Gemeindebezirk Floridsdorf herausgegeben wurde.
Sein erstes politisches Mandat nahm Laser im September 1922 an, als er in den Bundesrat einzog. Sein Bundesratsmandat bekleidete er bis Mai 1927. Danach wechselte er als Abgeordneter in den Nationalrat, wo er zunächst von Mai 1927 bis Oktober 1930 die Interessen seines Wahlkreises vertrat. Nach zweimonatiger Unterbrechung zog Laser im Dezember 1930 erneut als Abgeordneter in den Nationalrat ein. Er blieb es bis Februar 1934.